# Kreis Gersfeld
| Basisdaten                | Basisdaten          |
| ------------------------- | ------------------- |
| Preußische Provinz        | Hessen-Nassau       |
| Regierungsbezirk          | Kassel              |
| Verwaltungssitz           | Gersfeld            |
| Fläche                    | 357,5 km²           |
| Einwohner                 | 22.027 (1925)       |
| Bevölkerungsdichte        | 62 Einw./km² (1925) |
| Gemeinden                 | 54 (1932)           |
| Lage des Kreises Gersfeld |                     |
|                           |                     |

Der Kreis Gersfeld war von 1867 bis 1932 ein Landkreis im Regierungsbezirk Kassel der preußischen Provinz Hessen-Nassau. Sein Vorgänger von 1862 bis 1867 war das bayerische Bezirksamt Gersfeld.

## Geschichte
Das Bezirksamt Gersfeld wurde im Königreich Bayern im Rahmen der Verwaltungsreform von 1862 aus den Landgerichtsbezirken Hilders und Weyhers gebildet. Der Sitz des Bezirksamts war in Gersfeld, das heute zum Landkreis Fulda gehört. Die bayerischen Bezirksämter waren hinsichtlich ihrer Funktion und Größe vergleichbar mit einem Landkreis. Das Landgericht Hilders und das Landgericht Weyhers bestanden mit vermindertem Aufgabenumfang weiter.
Im Anschluss an den Preußisch-Österreichischen Krieg von 1866 musste Bayern das Bezirksamt Gersfeld, bestehend aus den Landgerichten Hilders und Weyhers an Preußen abtreten. Aus dem bayerischen Bezirksamt Gersfeld wurde der preußische Kreis Gersfeld, der Teil der neuen Provinz Hessen-Nassau wurde.
Der Kreis Gersfeld wurde zum 1. Oktober 1932 aufgelöst und in den benachbarten Landkreis Fulda eingegliedert.

## Landräte
| Name                                       | von  | bis  |
| Theodor Schilling                          | 1867 | 1871 |
| Ferdinand Ochs                             | 1871 | 1879 |
| Georg Keßler                               | 1879 | 1883 |
| Gustav Krekeler                            | 1883 | 1889 |
| Karl von Marcard                           | 1889 | 1900 |
| Karl von Dörnberg                          | 1900 | 1913 |
| Georg Nirrnheim                            | 1913 | 1914 |
| Bruno von Waldthausen (kommissarisch)      | 1914 | 1917 |
| Georg Nirrnheim (teilweise in Abwesenheit) | 1917 | 1920 |
| Heinrich Wiechens                          | 1920 | 1932 |

## Einwohnerentwicklung

### Kreis
| Jahr      | 1871   | 1900   | 1910   | 1925   |
| --------- | ------ | ------ | ------ | ------ |
| Einwohner | 22.308 | 20.832 | 21.128 | 22.027 |

### Große Gemeinden
| Gemeinde      | 1871  | 1910  |
| ------------- | ----- | ----- |
| Dalherda      | 722   | 713   |
| Ebersberg     | 651   | 548   |
| Gersfeld      | 1.546 | 1.404 |
| Hettenhausen  | 763   | 760   |
| Hilders       | 1.057 | 1.173 |
| Poppenhausen  | 827   | 722   |
| Schmalnau     | 684   | 669   |
| Simmershausen | 600   | 648   |
| Steinwand     | 658   | 566   |
| Tann          | 1.119 | 1.143 |
| Weyhers       | 619   | 523   |
| Wüstensachsen | 1.086 | 988   |

## Gemeinden
Dem Kreis Gersfeld gehörten 54 Gemeinden an, von denen Gersfeld und Tann das Stadtrecht besaßen:
| - Abtsroda - Altenfeld - Altenhof - Batten - Brand - Dalherda - Danzwiesen - Dietges - Dörmbach a.d. Milseburg - Ebersberg - Eckweisbach - Gackenhof - Gersfeld, Stadt - Gichenbach | - Günthers - Habel - Hettenhausen - Hilders - Hundsbach - Kippelbach - Kleinsassen - Lahrbach - Liebhards - Lütter - Maiersbach - Melperts - Mosbach - Neuschwambach | - Neuswarts - Obernhausen - Poppenhausen - Rengersfeld - Reulbach - Ried - Rodenbach - Rodholz - Rommers - Rupsroth - Sandberg - Schachen - Schlitzenhausen - Schmalnau | - Seiferts - Simmershausen - Steinwand - Stellberg - Stork - Tann, Stadt - Thaiden - Thalau - Theobaldshof - Weyhers - Wickers - Wüstensachsen |

Bis zu ihrer Auflösung im Jahre 1928 gehörten dem Kreis Gersfeld außerdem die Gutsbezirke Friedrichshof, Forst Hilders, Forst Poppenhausen und Forst Schmalnau an.